# Bichelsee-Balterswil
Bichelsee-Balterswil es una comuna suiza del cantón de Turgovia, situada en el distrito de Münchwilen. Limita al norte con las comunas de Aadorf y Wängi, al este Eschlikon, al sur con Fischingen, y al oeste con Hofstetten bei Elgg (ZH) y Turbenthal (ZH).

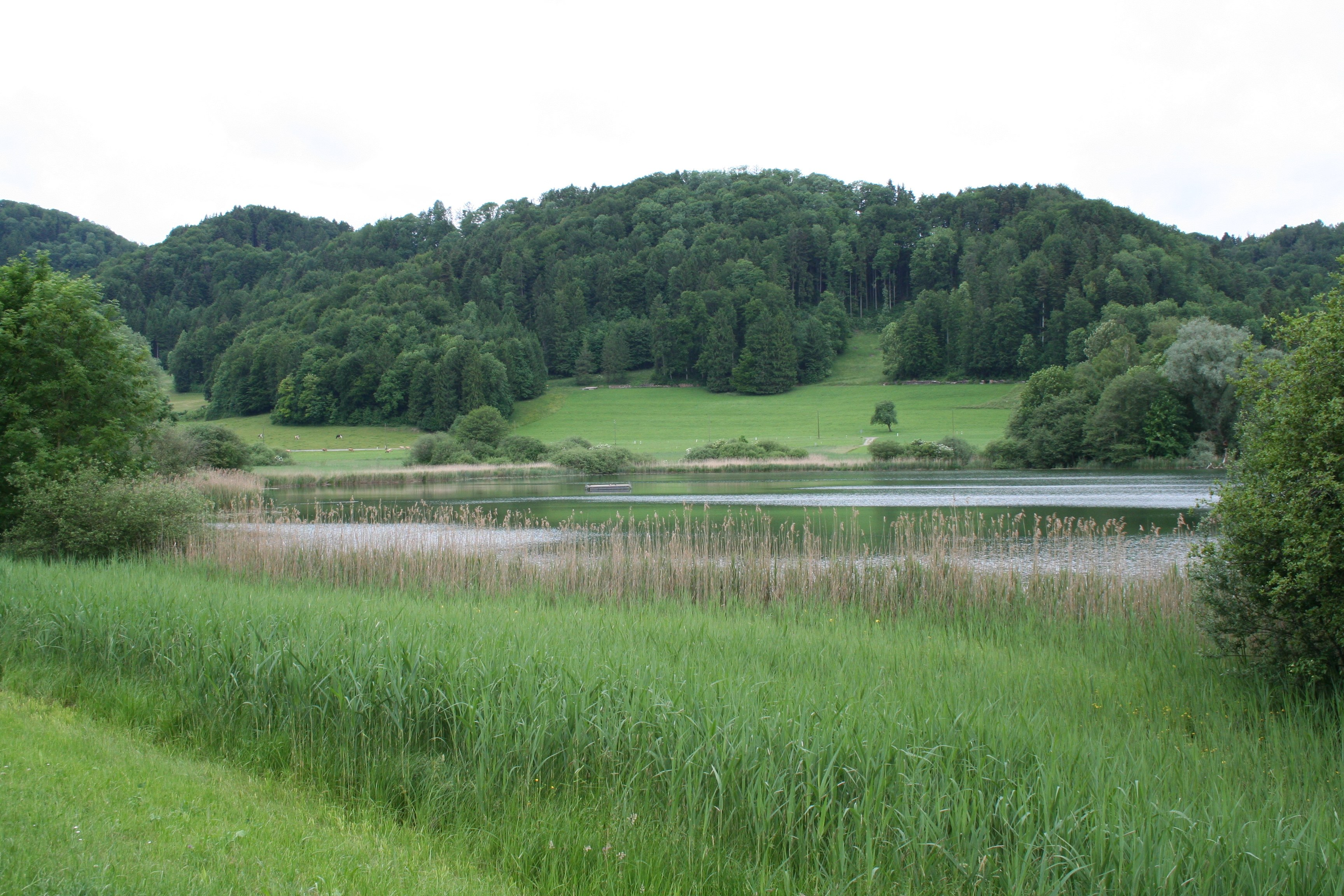
Lago de Bichel, Bichelsee-Balterswil.